# Tegallega (Warungkondang)
Tegallega is een bestuurslaag in het regentschap Cianjur van de provincie West-Java, Indonesië. Tegallega telt 4353 inwoners (volkstelling 2010).